# Caecilia bokermanni
Caecilia bokermanni Taylor, 1968 è un anfibio della famiglia Caeciliidae.

## Distribuzione e habitat
La specie si trova in Colombia, in Ecuador e forse in Perù, dove occupa vari habitat umidi, tropicali o subtropicali.